# Heinrich David
Heinrich David (Rio de Janeiro (Brazilië), 29 juni 1856 - Zürich (Zwitserland), 23 december 1935) was een Zwitsers politicus.
Heinrich David was de zoon van een koopman en consul-generaal te Rio de Janeiro (Brazilië). Op negenjarige leeftijd was hij wees en groeide op bij een familievriend in Sankt Gallen. Hij studeerde rechten in Straatsburg, Leipzig en Bazel. In 1881 verwierf hij de doctorstitel en was advocaat, later landsadvocaat van het kanton Sankt Gallen (1883-1887) en het kanton Bazel-Stad (1887-1890). Hij was nadien president van het strafhof (1890-1897).
Heinrich David begon in 1890 aan zijn politieke carrière. In dat jaar werd hij voor de Radcale Partij (voorloper van de huidige Vrijzinnig Democratische Partij (FDP) in de Grote Raad van Bazel-Stad. Van 1897 tot 1910 was hij lid van de Regeringsraad van het kanton Bazel-Stad. Hij beheerde eerst het departement van Opvoeding, daarna dat van Financiën en ten slotte dat van Politie. Van mei 1901 tot mei 1902 was hij voorzitter van de Regeringsraad. Van 1899 tot 1908 zat hij voor de FDP in de Nationale Raad (tweede kamer federaal parlement).
Heinrich David werd in 1909 als opvolger van Hans Schatzmann, die tot bondskanselier was gekozen, tot vicekanselier gekozen. Hij bleef vicekanselier tot 1918.
Heinrich David wijdde zich na zijn aftreden aan historische werken en publiceerde daarnaast diverse dichtbundels.